# Boogie-Woogie String Along for Real
Boogie-Woogie String Along for Real est un album de Roland Kirk sorti en 1977.

## Description
Boogie-Woogie String Along for Real est le dernier album de Rahsaan Roland Kirk qui mourra peu de temps après d’une seconde attaque cérébrale. L’enregistrement se fait alors que Kirk a déjà subi une première attaque qui l’a partiellement  paralysé. L’album est un mélange de compositions originales et de standards avec des interventions de divers solistes comme Steve Turre au trombone ou Percy Heath au violoncelle.

## Pistes
Sauf indication, toutes les compositions de Roland Kirk
1. Boogie Woogie String Along for Real (8:55)
2. I Loves You, Porgy (George Gershwin, Ira Gershwin, DuBose Heyward) (1:50)
3. Make Me a Pallet on the Floor (Traditionnel) (7:20)
4. Hey Babehips (5:09)
5. In a Mellow Tone (Duke Ellington, Milt Gabler) (6:16)
6. Summertime (George Gershwin, Ira Gershwin, DuBose Heyward) (1:40)
7. Dorthaan's Walk (7:12)
8. The Watergate Blues (Percy Heath) (6:35)

## Musiciens
- Roland Kirk – Saxophone ténor, flûte, clarinette, harmonica, chant
- Steve Turre - Trombone (pistes 1, 4, 7 & 8)
- Hilton Ruiz - Claviers (pistes 4, 7 & 8)
- Phil Bowler - Contrebasse (pistes 1, 4, 7 & 8)
- Sonny Brown  - Batterie (pistes 1, 4, 7 & 8)
- Percy Heath - Violoncelle (pistes 4 & 8)
- Sammy Price - Piano (pistes 1-3, 5 & 6)
- Tiny Grimes - Guitare (pistes 2, 3, 5 & 6)
- Arvell Shaw - Basse (pistes 2, 3, 5 & 6)
- Gifford McDonald - Batterie (pistes 2, 3, 5 & 6)
- William S. Fischer – Claviers, arrangeur (piste 1)
- Eddie Preston - Trompette (piste 1)
- Jimmy Buffington – Cor d‘harmonie (piste 1)
- Harold Kohon, Sanford Allen, Kathryn Kienke, Regis Iandiorio, Tony Posk, Yoko Matsuo, Doreen Callender - Violon (piste 1)
- Selwart Clarke, Linda Lawrence, Julien Barber – Violon alto (piste 1)
- Eugene Moye, Jonathan Abramowitz, Charles Fambrough - Violoncelle (piste 1)